# 神本利男
神本 利男（かもと としお、1905年〈明治38年〉9月18日 - 1944年〈昭和19年〉9月30日）は、満州国の警察官、日本陸軍のスパイ。
北海道十勝国中川郡本別町仙美里出身。「ハリマオ」こと谷豊を説得し、諜報員として引き入れた人物である。

## 生涯
1905年（明治38年）9月18日、開拓農民・神本利七の次男として生まれる。利七自身は農家だったが、家系は鳥取で先祖代々戦国時代から続く武家の名家だった。
1911年、釧路国足寄郡足寄村の愛冠小学校に入学、三隅小学校高等科を卒業。1920年4月、島根県の祖父宅に渡り、浜田中学に入学。武道では柔道を選択し、背負い投げの神本と呼ばれる。
1926年3月、拓殖大学予科入学。大川周明よりイスラム文化を学ぶ。卒業後の1932年1月、海を渡り、満州国治安部の治安公所へ赴任。1933年4月、千山の道教寺院である無量観に入門。以降3年間、張道順より武当派拳法を学ぶ。
1936年5月、図們国境警備隊の琿春分遣隊主任へ赴任。1938年7月13日早朝、亡命を試み、単独で越境してきたソ連極東内務人民委員会長官ゲンリフ・リュシコフ三等政治大将を捕縛。以降昭和13年8月から翌1月まで山王ホテルにてリュシコフの周辺の警護を担当し、大きな信頼を受ける。この活躍が陸軍参謀本部の秋草俊中佐の目に留まり、陸軍中野学校へ民間人としてただ一人特別第二期生として入学した。
1939年7月、再び満州に戻り、甘粕機関ハルピン分室へ転任、ソビエト連邦から亡命してきたトルコ系イスラム難民の保護と動向調査を担当。
1941年1月下旬、マレー半島の実情が把握できておらず、マレー半島で活動できる工作員を欲しがった参謀本部は、現地で盗賊として活躍していた谷豊に目をつけた。命を受けた神本は、昭和通商嘱託としてバンコクに赴き、そこで谷が投獄されているという情報をつかむ。軍から用意された25バーツ（現2リンギ50セント）の保釈金をタイ警察に払い谷を釈放。以降彼の死まで行動を共にした。1942年11月、シンガポールのF機関からビルマのラングーンの光機関に転属。
シャン州都タウンジンの州首長モン・トントン宅に定住し長男のモン・トンミン以下300人のシャン人青年を指導、雲南省からの中国軍ゲリラ対策を担当。だがその間マラリアに感染し、病床に伏す。同じくマラリアに感染した藤原岩市中佐の説得により帰国することとなる。
8月、2人はラングーンへ下り、飛行艇でペナンの海軍基地へと運ばれ、それぞれ別の潜水艦で帰国することとなった。だが藤原の潜水艦はシンガポールに急遽寄港、病院へと収容された。一方神本の潜水艦は南シナ海へと進んだが、1944年9月30日夜、夜間浮上航行中に米軍機のレーダーに発見され、撃沈。享年39。